# Dr. Horrible’s Sing-Along Blog (filmzene)
A Dr. Horrible’s Sing-Along Blog az azonos című 2008-as websorozat filmzenéje.
Először 2008. szeptember 1-jén jelent meg, kizárólag az iTunes Store-ban. A dalszövegek és a kísérőfüzet tartalma másnap vált elérhetővé a produkció honlapján. A megjelenés napján Kanadában és Ausztráliában a legtöbbet letöltött album lett az iTuneson, míg az USA-ban második helyet ért el. 2008. szeptember 10-én a Billboard 200 39. helyén debütált, annak ellenére, hogy csak az iTunesban volt megvásárolható. Az album CD-n 2008. december 15-én vált elérhetővé kizárólag az Amazon.com-on.

## Dalok listája
| 1.    | Horrible Theme             |                                                | Jed Whedon                          | | 0:10 |
| 2.    | My Freeze Ray              | Joss Whedon                                    | Joss Whedon                         | Neil Patrick Harris | 1:38 |
| 3.    | Bad Horse Chorus           | Joss Whedon                                    | Jed Whedon és Joss Whedon           | Jed Whedon, Joss Whedon és Zack Whedon | 0:33 |
| 4.    | Caring Hands               | Maurissa Tancharoen és Jed Whedon              | Jed Whedon                          | Felicia Day | 0:28 |
| 5.    | A Man's Gotta Do           | Jed Whedon                                     | Jed Whedon                          | Neil Patrick Harris, Nathan Fillion és Felicia Day | 2:11 |
| 6.    | My Eyes                    | Maurissa Tancharoen, Jed Whedon és Joss Whedon | Jed Whedon                          | Neil Patrick Harris és Felicia Day | 2:45 |
| 7.    | Bad Horse Chorus (reprise) | Joss Whedon                                    | Jed Whedon és Joss Whedon           | Jed Whedon, Joss Whedon és Zack Whedon | 0:14 |
| 8.    | Penny's Song               | Maurissa Tancharoen és Jed Whedon              | Jed Whedon                          | Felicia Day | 1:12 |
| 9.    | Brand New Day              | Joss Whedon                                    | Jed Whedon és Joss Whedon           | Neil Patrick Harris | 1:46 |
| 10.   | So They Say                | Joss Whedon                                    | Jed Whedon és Joss Whedon           | Robert Reinis, Zack Whedon, Maurissa Tancharoen, Stacy Shirk, Steve Berg, Felicia Day, Nathan Fillion, David Fury, Marti Noxon és Neil Patrick Harris | 2:03 |
| 11.   | Everyone's A Hero          | Joss Whedon                                    | Joss Whedon                         | Nathan Fillion | 2:46 |
| 12.   | Slipping                   | Joss Whedon                                    | Joss Whedon                         | Neil Patrick Harris | 2:06 |
| 13.   | Everything You Ever        | Joss Whedon                                    | Joss Whedon (átvezetés: Jed Whedon) | Neil Patrick Harris | 2:48 |
| 14.   | Horrible Credits           |                                                | Jed Whedon                          | | 2:19 |
| 25:02 |                            |                                                |                                     | |      |

## Résztvevők
- Danny Chaimson - zongora (11)
- Nick Gusikoff - gitár (6)
- Stacy Shirk - vokál (11)
- Maurissa Tancharoen - vokál (11, 13)
- Amir Yaghmai - hegedű (14)
- Jed Whedon - minden egyéb hangszer, producer
- Robert Hadley - mastering

## Fordítás
- Ez a szócikk részben vagy egészben  a   Dr. Horrible's Sing-Along Blog (soundtrack) című angol Wikipédia-szócikk ezen változatának fordításán alapul.  Az eredeti cikk szerkesztőit annak laptörténete sorolja fel. Ez a jelzés csupán a megfogalmazás eredetét és a szerzői jogokat jelzi, nem szolgál a cikkben szereplő információk forrásmegjelöléseként.